# Ouvrage du Col-du-Caïre-Gros
L'ouvrage du Col-du-Caïre-Gros, ou plus simplement ouvrage du Caïre-Gros, est une fortification faisant partie de la ligne Maginot, située sur la limite entre les communes de Valdeblore et de Marie, dans le département des Alpes-Maritimes.
Dans les années 1930, il était prévu d'en faire un petit ouvrage de quatre blocs servant d'abri actif, avec pour mission non seulement de protéger une section d'infanterie, mais aussi de défendre le col des Deux-Caïres grâce à son armement. Mais il est resté inachevé : seulement deux de ses quatre blocs ont été construits. Il a servi de simple abri de montagne pour les troupes françaises en 1940.

## Description
L'ouvrage est construit sur le Caïre-Petit, à 1 921 mètres d'altitude, juste à l'ouest du col des Deux-Caïres et à proximité du sommet du Caïre-Gros (qui culmine à 2 087 m).

### Position sur la ligne

L'ouvrage se situe dans le sous-secteur 14 du secteur fortifié des Alpes-Maritimes.

Les fortifications françaises construites le long des frontières orientales de la mer du Nord jusqu'à la mer Méditerranée dans les années 1930, surnommées la « ligne Maginot », étaient organisées en 24 secteurs, eux-mêmes subdivisés hiérarchiquement en plusieurs sous-secteurs et quartiers. L'ouvrage du Col-du-Caïre-Gros se trouvait dans le secteur fortifié des Alpes-Maritimes (SFAM), plus précisément dans le sous-secteur Tinée-Vésubie. Ce sous-secteur bénéficiait du relief montagneux et surtout du rempart constitué par le massif du Mercantour-Argentera, qui était à l'époque essentiellement en territoire italien (jusqu'au traité de Paris de 1947) : si le village d'Isola était déjà français, le site d'Isola 2000 était de l'autre côté de la frontière franco-italienne, cette dernière suivait les gorges de Valabres, puis passait alors au sud du mont Giraud, traversait la forêt du Gasc, remontait jusqu'au contrefort sud du mont Archas, puis passait par le mont Lapassé et la cime du Diable. Comme seulement deux vallées permettent un accès du nord vers le sud, celles de la Tinée et de la Vésubie, le sous-secteur est divisé en deux quartiers, à l'ouest le quartier de Gaudissart (du nom d'un affluent de la Tinée) et à l'est le quartier Tournairet-Vésubie.
Les défenses étaient organisées en profondeur : d'abord la frontière elle-même était surveillée par les points d'appui légers des sections d'éclaireurs-skieurs (les SES, y compris celles détachées des BCA). Ensuite, un peu plus en retrait, une série d'avant-postes formaient une ligne de défense : chaque avant-poste, tenu par une section de fantassins, est de taille modeste (ex. : l'avant-poste de Conchetas). Puis encore un peu plus au sud, à environ six kilomètres de la frontière, se trouve la « ligne principale de résistance », composée d'une succession d'ouvrages bétonnés : les plus gros étaient armés avec de l'artillerie et se soutenaient mutuellement en flanquement (dans le sous-secteur ce sont les ouvrages de Rimplas, de Gordolon et de Flaut), avec des abris actifs dans les intervalles (bloquant les cols mineurs). Enfin, encore un peu plus en arrière, étaient implantées les installations de soutien, c'est-à-dire les positions de tir de l'artillerie de position, les postes de commandement, les dépôts de munitions, les casernements, etc.
De petits abris en tôle métro complètent la position autour des blocs de l'ouvrage.

### Souterrains et blocs
Comme tous les autres ouvrages de la ligne Maginot, celui du Col-du-Caïre-Gros est conçu pour résister à un bombardement d'obus de gros calibre. Les organes de soutien sont donc aménagés en souterrain, creusés sous plusieurs mètres de roche, tandis que les organes de combat, dispersés en surface sous forme de blocs, sont protégés par d'épais cuirassements en acier et des couches de béton armé. Les installations souterraines abritaient un casernement pour l'équipage, un système de ventilation, une cuisine, un poste de secours, des latrines, des lavabos, un petit stock de munitions, un stock de vivres, une usine (mais le petit groupe électrogène n'a pas été installé), ainsi que des réservoirs d'eau.
L'ouvrage devait être en fait un abri-caverne sur lequel devait être greffé deux blocs de combat (d'où l'expression d'« abri actif ») : selon les plans il devait y avoir quatre blocs en surface, dont deux d'entrée sur la contre-pente, un observatoire et une casemate d'infanterie sur l'autre versant. Le niveau de protection se limite au no 1, soit une dalle d'un mètre et demie d'épaisseur de béton armé, ainsi que des murs d'1,70 m (pour ceux qui sont exposés), soit de quoi résister à un bombardement allant jusqu'aux obus de 160 mm.
Le bloc 1 est l'entrée occidentale de l'ouvrage, mais n'a été que partiellement construit sous la forme d'une entrée de type réduit (avec seulement la porte blindée).
Le bloc 2 est l'entrée orientale, avec un créneau pour fusil mitrailleur en caponnière tirant vers l'ouest et couvrant l'autre entrée. Un peu plus au nord un bloc cheminée avait été coulé.
Le bloc 3 n'a pas été construit, il devait se limiter à une cloche observatoire.
Le bloc 4 n'a, lui-aussi, pas été construit : cette casemate d'infanterie devait comporter deux créneaux pour jumelage de mitrailleuses et un créneau pour fusil mitrailleur.

### Armement
Les mitrailleuses et fusils mitrailleurs de l'ouvrage sont chacun protégé par une trémie blindée et étanche (pour la protection contre les gaz de combat). Ils tirent la même cartouche de 7,5 mm à balle lourde (modèle 1933 D de 12,35 g au lieu de 9 g pour la modèle 1929 C).
Les mitrailleuses devaient être des MAC modèle 1931 F, montées en jumelage (JM) pour pouvoir tirer alternativement, permettant le refroidissement des tubes. La portée maximale avec cette balle (Vo = 694 m/s) est théoriquement de 4 900 mètres (sous un angle de 45°, mais la trémie limite le pointage en élévation à 15° en casemate et à 17° dans une cloche GFM), la hausse est graduée jusqu'à 2 400 mètres et la portée utile est plutôt de 1 200 mètres. Les chargeurs circulaires pour cette mitrailleuse sont de 150 cartouches chacun, avec un stock de 50 000 cartouches pour chaque jumelage. La cadence de tir théorique est de 750 coups par minute, mais elle est limitée à 450 (tir de barrage, avec trois chargeurs en une minute), 150 (tir de neutralisation et d'interdiction, un chargeur par minute) ou 50 coups par minute (tir de harcèlement, le tiers d'un chargeur). Le refroidissement des tubes est accéléré par un pulvérisateur à eau ou par immersion dans un bac.
Les fusils mitrailleurs (FM) étaient des MAC modèle 1924/1929 D, dont la portée maximale est de 3 000 mètres, avec une portée pratique de l'ordre de 600 mètres. L'alimentation du FM se fait par chargeurs droits de 25 cartouches, avec un stock de 7 000 par FM de casemate. La cadence de tir maximale est de 500 coups par minute, mais elle est normalement de 200 à 140 coups par minute,.

## Histoire
Les premiers plans de l'ouvrage ont été acceptés par la Commission d'organisation des régions fortifiées (CORF) en 1932 et modifiés en 1934. L'ouvrage fut construit finalement par la main-d'œuvre militaire (MOM), mais les contraintes (accès difficile, enneigement long, manque de moyens) furent telles qu'il resta inachevé. L'aménagement intérieur n'est réalisé que pendant la saison estivale de 1940.
Pendant les combats de juin 1940, l'ouvrage ne servit que d'abri car les troupes italiennes n'abordèrent pas la ligne de résistance. La garnison française évacue l'ouvrage pendant les premiers jours de juillet, la partie alpine de la ligne Maginot se trouvant intégralement dans les 50 km de la zone démilitarisée en avant de la petite zone d'occupation italienne.